# Dopravní podnik města Ústí nad Labem
Dopravní podnik města Ústí nad Labem a.s. (DPMÚL) je dopravce provozující městskou hromadnou dopravu v Ústí nad Labem. Společnost byla založena 1. ledna 1997 jako nástupce zrušeného státního podniku Dopravní podnik města Ústí nad Labem. Zakladatelem a jediným akcionářem je město Ústí nad Labem.
Podnik zajišťuje zejména provoz hromadné dopravy ve městě Ústí nad Labem a jeho blízkém okolí, k čemuž disponuje vozovým parkem autobusovým a trolejbusovým. Od listopadu 2010 je rovněž provozovatelem lanové dráhy a dopravy na lanové dráze na Větruši. V oblasti přepravy osob zajišťuje i smluvní dopravu v ústecké aglomeraci.
K dalším aktivitám Dopravního podniku patří mj. provoz autoškoly, stanice technické kontroly, čerpací stanice s CNG a odtahové služby pro potřeby Statutárního města Ústí nad Labem.

## Linky
Dopravní podnik provozoval k 2. září 2024 celkem 17 autobusových (z toho dvě noční a dvě cyklobusové) a 11 trolejbusových linek (z toho dvě noční).

### Autobusy
- Linka 20 – Divadlo – Zadní Telnice – Krásný Les – Divadlo (cyklobus)
- Linka 21 – Divadlo – Nakléřov – Tisá – Divadlo (cyklobus)
- Linka 41 – Vozovna DP – Klíše lázně – Divadlo – Mojžíř – Skalka (noční linka)
- Linka 42 – Václavské náměstí – Staré Předlice – Vozovna DP – Karla IV. – Brná (noční linka)
- Linka 74 – Všebořice OC – Skalka
- Linka 75 – Všebořice OC – Pod Vyhlídkou
- Linka 77 – (Severní Terasa –) Mírová – Vozovna DP – Václavské náměstí
- Linka 78 – Všebořice OC – Vozovna DP – Václavské náměstí
- Linka 79 – (Vozovna DP –) Divadlo – (Nové Krematorium –) Kojetice
- Linka 81 – (Přestanov –) Chlumec – Všebořice OC – Brná – Církvice
- Linka 82 – Církvice – Všebořice OC (pouze v tomto směru)
- Linka 83 – Vozovna DP – Divadlo – Svádov obec – Olešnice
- Linka 85 – Strážky – Vaňov (– Dolní Zálezly)
- Linka 86 – Strážky – Všebořice
- Linka 89 – (Václavské náměstí –) Divadlo – Sibiřská – Ryjice
- Linka 90 – Vozovna DP – Pod Svahem – Hlavní nádraží
- Linka 91 – Dobětice točna – Vozovna DP (pouze v tomto směru)

### Trolejbusy
| Číslo | Trasa                                                                                    | Poznámky                              |
| ----- | ---------------------------------------------------------------------------------------- | ------------------------------------- |
| 70    | (Klíše lázně –) Divadlo – Mírové náměstí – Mojžíř                                        |                                       |
| 71    | Vozovna DP – Klíše lázně – Mírové náměstí – Skalka                                       |                                       |
| 72    | Severní Terasa – Mírové náměstí – Globus – (Předlická – ) Staré Předlice                 |                                       |
| 73    | Koštov konečná – Trmice, Václavské náměstí – Trmice, Globus – Mírové náměstí – Karla IV. |                                       |
| 76    | Všebořice – Mírové náměstí – Pod Vyhlídkou                                               |                                       |
| 80    | Mírová – Divadlo – Mírové náměstí – Karla IV.                                            | též vložené spoje Divadlo – Karla IV. |
| 84    | Všebořice – Mírové náměstí – Dobětice točna                                              | též vložené zátahové spoje do vozovny |
| 87    | Mírová – Mírové náměstí – Dobětice točna                                                 |                                       |
| 88    | (Severní Terasa –) Mírová – Mírové náměstí – Žežická (– Pod Vyhlídkou)                   |                                       |
| 43    | Severní Terasa – Mírové náměstí – Dobětice točna                                         | noční linka                           |
| 46    | Všebořice – Mírové náměstí – Pod Vyhlídkou                                               | noční linka                           |

## Působnost v příměstských oblastech
DPMÚL do roku 2014 zajišťoval kromě městské dopravy také provoz na příměstských autobusových linkách (č. 1, 4, 6, 12). Linku 1 získal v roce 2011, kdy si Ústecký kraj doobjednal dopravu kvůli vysoké poptávce mezi městy Krupka, Chlumec, Chabařovice a Ústí nad Labem. Linka 4 byla Ústeckým krajem objednána v letech 2006–2007 místo dopravy linkové. Linka 6 zajišťovala přepravu cestujících od roku 1994, kdy nahradila linku ČSAD. Linka 12 byla zajišťována od konce 60. let 20. století, kdy byla zrušena tramvajová doprava do okolí Ústí nad Labem. Výše zmíněné linky nebyly v roce 2015 u DPMÚL objednány.[zdroj?]

## Financování
Dopravní podnik města Ústí nad Labem dle výroční zprávy z roku 2012 skončil ve ztrátě 22 miliónů korun, předchozí roky byly s vyrovnaným rozpočtem. Po půjčce 204 miliónů korun s úrokem 96 miliónů (dotováno EU) na obnovu nejstarších trolejbusů se finanční situace podniku zkomplikuje.[zdroj?]
Deset procent výkonů v současnosti[kdy?] podniku platí Ústecký kraj, zbylých 90 % dotuje Statutární město Ústí nad Labem.[zdroj?]